# Hemierianthus bertii
Hemierianthus bertii är en insektsart som beskrevs av Marius Descamps 1973. Hemierianthus bertii ingår i släktet Hemierianthus och familjen Chorotypidae. Inga underarter finns listade i Catalogue of Life.